# Бониковски, Барт
Барт Бониковски (англ. Bart Bonikowski) — американский социолог. До того как преподавать в Нью-Йоркском университете (NYU) Бониковски был доцентом кафедры социологии в Гарвардском университете.

## Ранние годы и образование
Бониковски получил степень бакалавра гуманитарных наук в области социологии в Университете Куинс и свою первую степень магистра в Университете Дьюка в 2005 году. Находясь в Куинс, он занимал должность вице-президента по операциям Общества Альма-матер. После Университета Дьюка он поступил в Принстонский университет, чтобы получить вторую степень магистра и доктора философии. Его диссертация, опубликованная в 2011 году, называлась «К теории народного национализма: общие представления национального государства в современных демократиях».

## Карьера
Получив докторскую степень, Бониковски поступил на работу в Центр международных отношений Уэтерхед при Гарвардском университете в качестве научного сотрудника. В 2016 году Бониковски и социолог Пол Димаджо опубликовали в American Sociological Review статью под названием «Разновидности американского популярного национализма». Их исследование выявило подтверждающие доказательства того, что существует как минимум четыре типа американских националистов: 1) разъединённые; 2) вероисповедные или гражданские националисты; 3) ярые националисты; и 4) ограничительные националисты.
В 2020 году Бониковски объявил, что покидает Гарвард, чтобы занять должность доцента Нью-Йоркского университета.